# Ponana pura
Ponana pura är en insektsart som beskrevs av Delong 1942. Ponana pura ingår i släktet Ponana och familjen dvärgstritar. Inga underarter finns listade i Catalogue of Life.